# Iran
Iran (pers. ‏ايران‎ trl. Irān, pełna nazwa Islamska Republika Iranu, pers. ‏جمهوری اسلامی ايران‎ Dżomhuri-je Eslāmi-je Irān), w Europie dawniej znany jako Persja – państwo na Bliskim Wschodzie, leżące między Morzem Kaspijskim na północy a Zatoką Perską i Zatoką Omańską na południu.

## Nazwa
Perska nazwa Iran wywodzi się od średnioperskiej formy Eran (partyjskie Arjan), która po raz pierwszy pojawia się na monetach i w napisie przy reliefie z Naghsz-e Rostam sasanidzkiego króla Ardaszira I (224/226-241). Jest tam mowa o Eranszahr (part. Arjanszahr), czyli państwie Ariów. Nazwa Iran pochodzi zatem od nazwy ludu Ariów, przy czym należy zauważyć, że już w Aweście mowa jest o Airjana Waedżah – kraju Ariów, Achemenidzi zaś określali się w swoich inskrypcjach jako Arija – Ariowie, oraz Arija czithra – pochodzenia aryjskiego. Za czasów późniejszych szachów sasanidzkich skrótowym w stosunku do Eranszahr terminem Eran zaczęto określać po prostu całość ich państwa, a nie zgodnie z jego pierwotnym znaczeniem Ariów, czyli ówczesne ludy irańskie. Podsumowując: „Eran bierze początek od staroperskiego arija- i awestyjskiego airja «aryjski». Obydwa ostatnie terminy są poświadczone jako najstarsze historyczne określenia ludów irańskich”.
Starożytni Grecy używali w stosunku do Iranu nazwy Persis, która wywodzi się od staroperskiego Parsa – nazwy Persów, jednego z ludów irańskich. Ówcześni Persowie pod przywództwem Achemenidów zdominowali pozostałe ludy irańskie i ich nazwa była używana przez Greków dla wszystkich Irańczyków, chociaż niektórzy autorzy greccy zdawali sobie sprawę z istnienia ogólnego terminu Arioi o takim samym zakresie. Poza tym jednak Grecy czasami stosowali określenie Persowie także w węższym sensie, na określenie mieszkańców Persis, w znaczeniu irańskiego regionu Pars/Fars. Irańczycy historycznie używali określenia Persja i Persowie jedynie w tym właśnie wąskim znaczeniu regionalnym, w stosunku do swojego kraju jako całości używając wskazanych powyżej form Airjana, Arjan-, Eran, Iran. Tymczasem grecka nazwa Persis przeszła do innych języków europejskich i w niej ma źródło polska forma Persja, synonim Iranu. Ta ostatnia nazwa zaczęła się pojawiać w językach europejskich, odkąd Reza Szah (pan. 1925–1941) zażądał jej używania także przez obcą dyplomację, przy czym „szach Reza wcale nie zmienił nazwy kraju – poprosił raczej cudzoziemców, żeby odtąd posługiwali się rodzimą nazwą”.

## Geografia

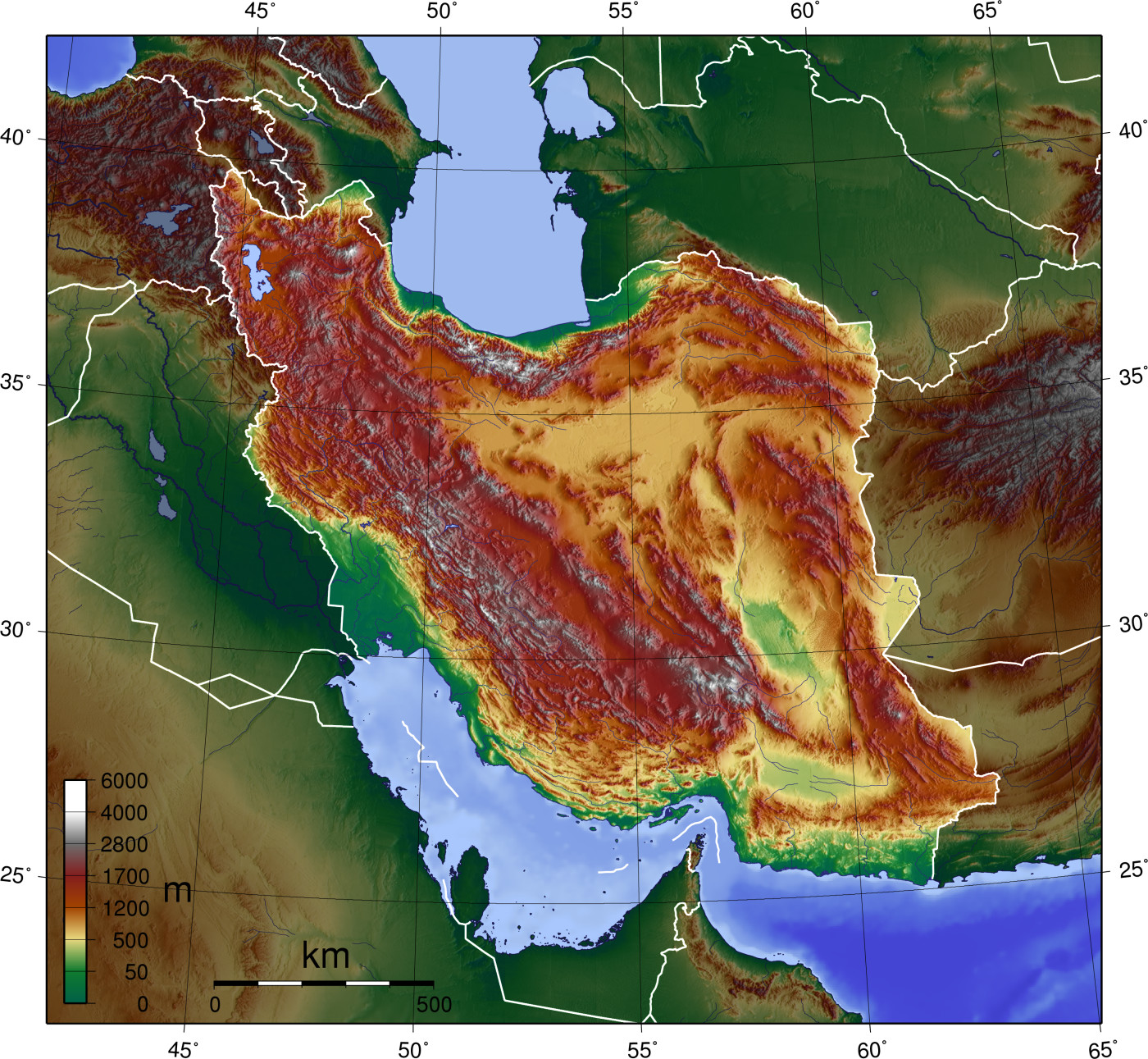

Iran graniczy (zgodnie z ruchem wskazówek zegara) z Turkmenistanem (936 km), Afganistanem (992 km), Pakistanem (909 km), Irakiem (1458 km), Turcją (499 km), Armenią (35 km), Azerbejdżanem (611 km) – w tym 179 km z Nachiczewańską Republiką Autonomiczną – azerbejdżańską eksklawą.
Łączna długość linii granicznej wynosi 5440 km. Długość linii brzegowej to 2440 km. Oprócz tego 740 km wybrzeża nad Morzem Kaspijskim klasyfikowanym jako jezioro.

## Podział administracyjny
Iran podzielony jest na 31 ostanów (prowincji, ostan – w liczbie mnogiej ostan-haa).

## Historia

### Iran starożytny

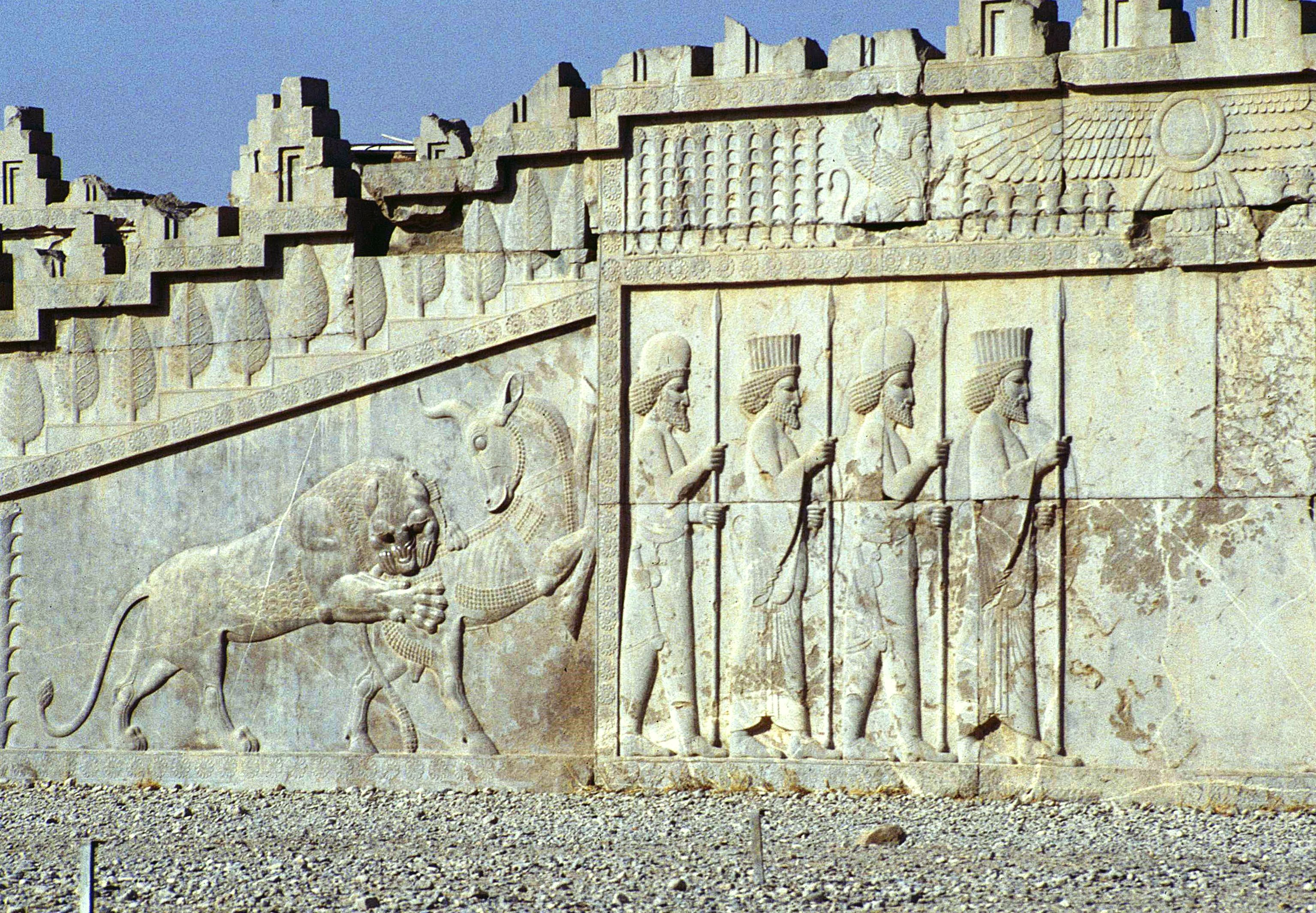
Wschodnie schody apadany w Persepolis

Pierwszym śladem człowieka na terytorium dzisiejszego Iranu są rysunki naskalne w pieczarze w Ghonbad-e Kus w Mazandaranie, datowane na 40 tys. lat p.n.e., przedstawiające polowanie na niedźwiedzie, nosorożce i dziki. W XI tysiącleciu p.n.e. istniały już na tym obszarze ludzkie osady, zaś z połowy IX tysiąclecia p.n.e. pochodzi osada z Gandż Dare, której mieszkańcy trudnili się hodowlą i prymitywnym rolnictwem. Następnie w całym Iranie nastąpiły rozwój kultur neolitycznych i związana z nim ekspansja osadnictwa. Pierwszym państwem na terenie Iranu był Elam, zajmujący w przybliżeniu terytorium dzisiejszego ostanu Chuzestan, którego stolica, Suza, została założona już ok. 4200 roku p.n.e. Przełomowym wydarzeniem w historii Iranu było przybycie na jego terytorium Ariów, przodków dzisiejszych Irańczyków, pod koniec II tysiąclecia p.n.e. Początkowo najpotężniejszym z ich plemion byli Medowie, którzy pod koniec VII w. p.n.e. zniszczyli państwo asyryjskie i założyli własne imperium, rozciągające się od Lidii na zachodzie do Baktrii na wschodzie. Ich państwo przejął jednak ok. roku 550 p.n.e. w wyniku buntu władca Persów z dynastii Achemenidów Cyrus II (559–529 p.n.e.). Wkrótce podbił on Lidię i Babilonię, a jego następcy rozciągnęli władzę Achemenidów także na Egipt i dolinę Indusu. Imperium Achemenidów było szczytowym momentem politycznej potęgi Irańczyków w całej ich historii.
Ich państwo zostało podbite przez Aleksandra Wielkiego (336–323 p.n.e.), zaś po jego śmierci tereny irańskie dostały się pod władzę greckich Seleucydów. Ta hellenistyczna monarchia szybko jednak zaczęła się rozpadać. Już ok. roku 238 p.n.e. na tereny północnego Iranu wkroczyli wschodnioirańscy Parnowie, którzy w II wieku p.n.e. zajęli resztę dzisiejszego Iranu i Mezopotamię. W tym samym okresie na wschodnich rubieżach państwa Seleucydów uniezależniło się Państwo Greków Baktryjskich, które jednak zostało podbite przez irańskich Saków ok. 140 roku p.n.e. Ich miejsce zajęli z kolei Kuszanowie, którzy zajmowali dominującą pozycję we wschodnim Iranie aż do połowy III w. n.e. Tymczasem założone przez Parnów Królestwo Partów wdało się w niemal trzystuletnią rywalizację z Rzymem, której najbardziej spektakularnym momentem była zwycięska bitwa pod Carrhae w 53 roku p.n.e. Późniejsze wojny były jednak dla niego mniej szczęśliwe, głównie z powodu słabości wewnętrznej, którą w roku 224 wykorzystał Ardaszir I z Farsu, obalając Partów i zakładając własną dynastię Sasanidów. Sasanidzi wznowili rywalizację z Rzymem i uczynili zaratusztrianizm religią państwową, prześladując inne wyznania, takie jak manicheizm, czy mazdakizm. Po prześladowaniach chrześcijan w IV wieku, Jezdegerd I zwołał w roku 410 synod duchowieństwa, podczas którego powołano do życia odrębny Kościół perski, który odtąd funkcjonował jako część struktury religijnej, administracyjnej i prawnej państwa Sasanidów. Chosrowowi II (590–628) udało się zająć większość wschodnich terytoriów Bizancjum, jednak ostatecznie uległ on kontrofensywie cesarza Herakliusza. Wyczerpane wieloletnią wojną państwo Sasanidów uległo najazdowi zjednoczonych w ramach islamu Arabów – w roku 651 zginął ostatni Sasanida, Jezdegerd III. Czasy Sasanidów były także okresem rozkwitu Iranu wschodniego, gdzie od V wieku Sogdyjczycy zdominowali Jedwabny szlak, transportując nim obok towarów także religie, takie jak zaratusztrianizm, manicheizm i buddyzm. Podbój wschodniego Iranu przez muzułmańskich Arabów zakończył się dopiero w połowie VIII wieku.

### Iran średniowieczny

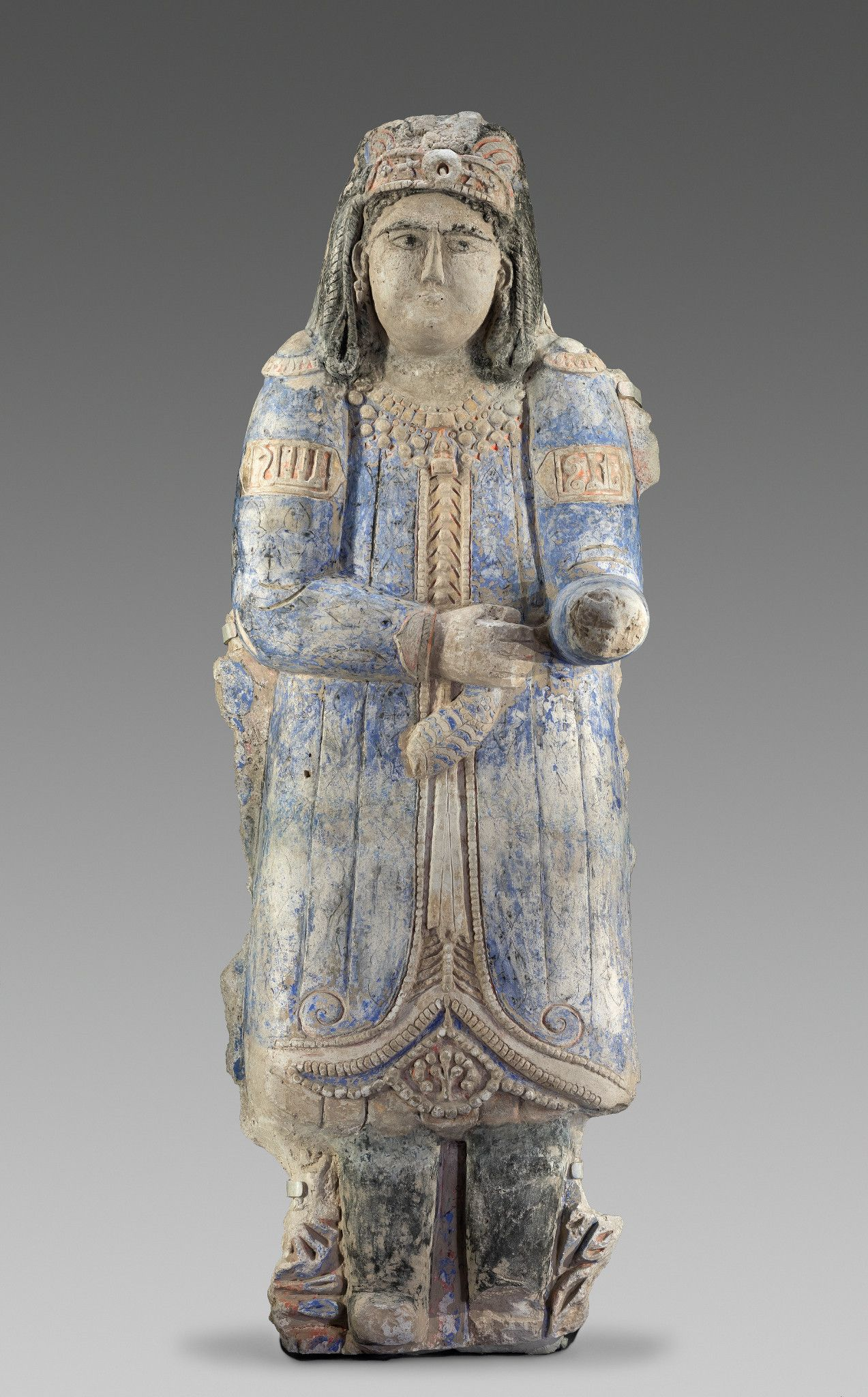
Figura dworzanina z pałacowego fryzu. Ma on na sobie sasanidzką koronę, ale jego buty i kaftan zdradzają koczownicze pochodzenie. Iran, ok. 1150 – 1250. Detroit Institute of Arts

Najazd arabski i związane z nim pojawienie się islamu to najważniejsza obok przybycia Ariów cezura w historii Iranu. Początkowo, za czasów kalifów prawowiernych i Umajjadów Irańczycy byli traktowani w kalifacie jak obywatele drugiej kategorii. Dopiero kiedy wzięli oni masowy udział w ruchu, który doprowadził do uzyskania władzy przez Abbasydów, ta sytuacja zaczęła się zmieniać. To wtedy też, dopiero po 750 roku, większość Irańczyków przeszła na islam, wyrzekając się rodzimego zaratusztrianizmu. Dwa pierwsze wieki po najeździe arabskim nazywane są czasami „wiekami milczenia”, bowiem perskie piśmiennictwo tego okresu, zdominowane przez język arabski, niemal zanikło. W przeciwieństwie do Egiptu czy Syrii w Iranie ostatecznie islamizacja nie została jednak połączona z arabizacją. W wieku IX do władzy doszły rodzime dynastie, takie jak Saffarydzi czy Samanidzi, pod których władzą odrodził się pisany język perski, zapisywany arabskim alfabetem. Szczególnie ci drudzy położyli wielkie zasługi w rozwoju irańskiej kultury, patronując m.in. pisaniu przez Ferdousiego Szahname, narodowego eposu Irańczyków, w którym przechowało się wiele przedmuzułmańskich tradycji. Jednocześnie w roku 945 irańscy i szyiccy Bujidzi rozciągnęli swój protektorat nad rezydującym w Bagdadzie kalifem. Pod koniec X wieku Samanidzi upadli pod naciskiem tureckich dynastii Ghaznawidów i Karachanidów. Ci pierwsi właściwie całkowicie się ziranizowali i do pewnego stopnia kontynuowali samanidzkie tradycje, jednak już w połowie XI wieku musieli ustąpić miejsca koczowniczym Seldżukom, którzy zachowali swoją etniczną odrębność. W roku 1055 Seldżucy zajęli także miejsce Bujidów jako protektorzy kalifa. Czasy Seldżuków, jak i ich również tureckich następców, Chorezmszachów, były jednak względnie dobre dla Iranu, głównie dzięki wysiłkom irańskich cywilnych urzędników, takich jak wezyr Nizam al-Mulk, którzy umiejętnie „cywilizowali” panowanie koczowniczych najeźdźców. Prawdziwą tragedią był natomiast najazd Mongołów, którzy w pierwszej połowie XIII wieku zniszczyli wiele ważnych ośrodków miejskich i znaczną część sieci irygacyjnej, a następnie założyli dynastię Ilchanidów. Za jej panowania rozpoczął się proces odbudowy, ale po jej upadku w roku 1335 podzielony Iran był wstrząsany walkami pomiędzy pomniejszymi dynastiami, a wkrótce stał się ofiarą kolejnego najazdu koczowników o tragicznych skutkach, tym razem pod przywództwem Timura (1370–1405). Jego rola była właściwie całkowicie destrukcyjna. Pozbawione jakichkolwiek trwałych podstaw państwo Timura po jego śmierci rozpadło się, a w powstałą próżnię wkroczyły turkmeńskie federacje plemienne Kara Kojunlu i Ak Kojunlu. Jedynie w Azji Środkowej aż do początku XVI wieku rządzili spadkobiercy Timura, władcy w zasadzie tureccy, ale wielcy mecenasi perskiej kultury. Rywalizację pomiędzy Kara Kojunlu i Ak Kojunlu ostatecznie wygrali ci drudzy, jednak ich z kolei pokonali inni Turkmeni, zorganizowani w szyicki tarikat działający pod przywództwem rodu Safawidów. W roku 1501 ich przywódca Ismaʿil I (1501–1524) zajął Tebriz i ogłosił się szachinszachem, a wkrótce opanował cały dzisiejszy Iran.

### Iran nowożytny

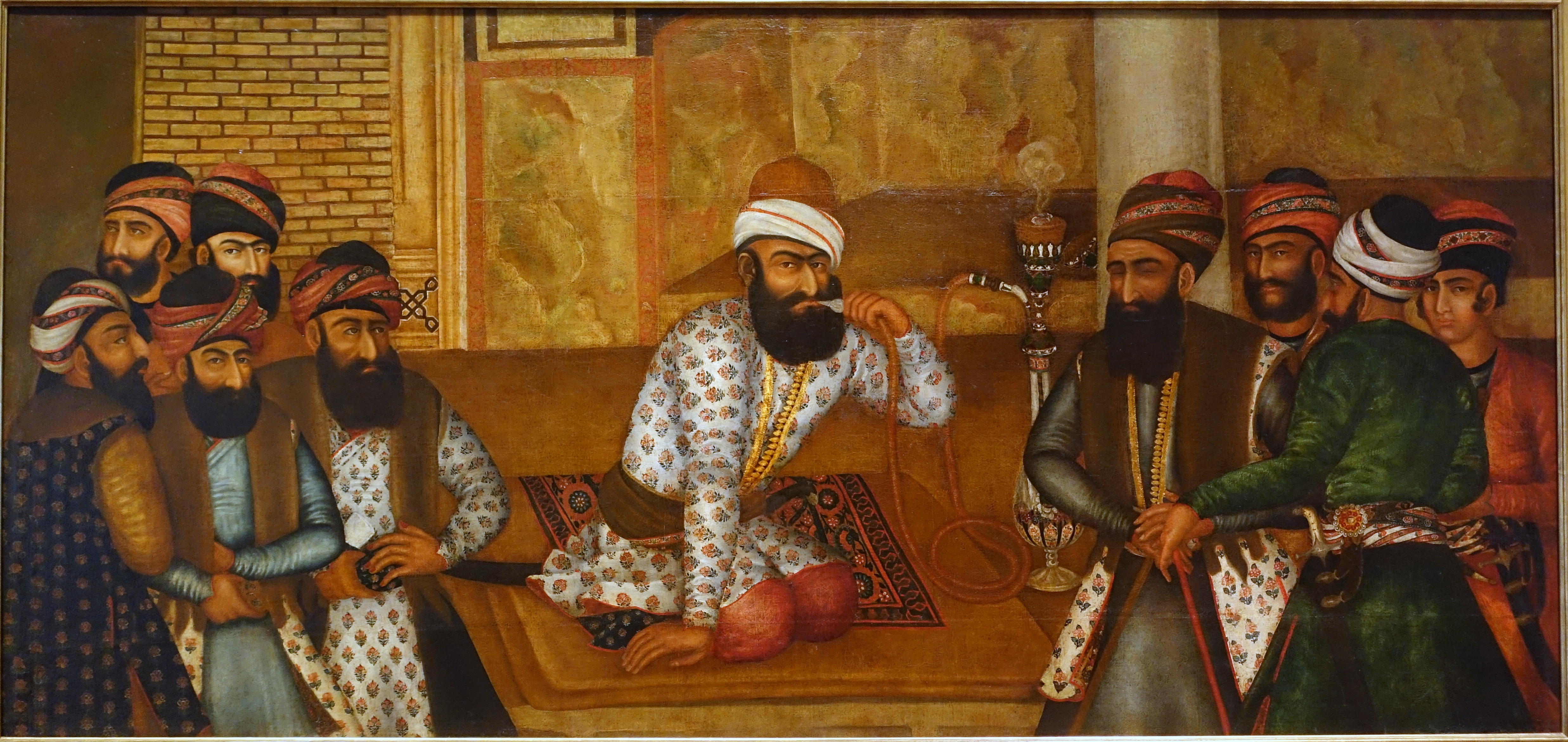
Dwór Karim Chana Zanda, obraz olejny przypisywany Mohammadowi Sadeghowi, koniec XVIII wieku. Muzeum Agi Chana

Safawidzi rozpoczęli nowy etap irańskiej historii doprowadzając do masowego nawrócenia jego mieszkańców na szyicką wersję islamu i po raz pierwszy od czasów kalifatu jednocząc cały Iran na okres ponad dwóch stuleci, podczas których jego granice zaczęły przybierać dzisiejszy kształt. Mimo tych osiągnięć państwo Safawidów było wewnętrznie słabe i zacofane w stosunku do swojego rywala, Imperium Osmańskiego, które udowodniło wyższość swojej uzbrojonej w broń palną i artylerię armii nad kawalerią Turkmenów w bitwie na równinie Czałdyran w roku 1514. Także późniejsze walki z Osmanami były dla Safawidów raczej niepomyślne, z wyjątkiem wojen toczonych przez Abbasa I Wielkiego (1587–1629), potrafiącego w pewnym stopniu zreorganizować armię i gospodarkę kraju. Słabość dynastii, która trwała właściwie jedynie dzięki osiągnięciom Abbasa, objawiła się w pełni w momencie inwazji afgańskiej w roku 1722, podczas której najeźdźcy zajęli niemal całe państwo. Sytuację opanował dopiero militarny geniusz Nadira Szaha (1736–1747), który pokonał zarówno Afganów na wschodzie, jak i Osmanów na zachodzie, a następnie po przejęciu władzy nad Iranem przedsięwziął zwycięskie wyprawy na terytoria Azji Środkowej i Indii. Jego talentom wojskowym nie towarzyszyły jednak talenty polityczne. Przez politykę prymitywnego podatkowego wyzysku w kraju zrujnowanym przez wojny doprowadził do udanej ostatecznie serii zamachów na swoje życie. Założona przez niego dynastia Afszarydów szybko uległa marginalizacji, zaś władzę nad większą częścią Iranu przejął Karim Chan (1750–1779) z plemienia Zandów, w przeciwieństwie do Nadir Szacha prowadzący politykę pełną umiarkowania i zdrowego rozsądku, która przyniosła mu autentyczną popularność w udręczonym kraju.
Jego następcy wdali się w walkę o schedę po nim, którą wykorzystał wódz plemienia Kadżarów Agha Mohammad Chan (1779–1797). Do roku 1796 opanował on cały Iran, tym samym stając się założycielem dynastii Kadżarów. Nowa dynastia musiała stawić czoła rosnącej obecności na terenie Iranu dwóch europejskich mocarstw, Wielkiej Brytanii i Rosji. W roku 1800 brytyjska misja dyplomatyczna uzyskała otwarcie Zatoki Perskiej dla swojego handlu, rozpoczynając tym samym erę stopniowego wiązania Iranu z ekonomicznymi interesami Brytyjczyków. Natomiast w latach 1804–1813 i 1826–1828 Iran stoczył dwie przegrane wojny z Rosją, w wyniku których utracił Zakaukazie i musiał przyznać Rosjanom przywileje konsularne i handlowe. Kolejnym niepowodzeniem była przegrana wojna z Wielką Brytanią w latach 1856–1857, w wyniku której Iran ostatecznie musiał wyrzec się pretensji do Heratu. Kolejne traktaty, zawierane w wyniku militarnych bądź ekonomicznych nacisków, które były możliwe ponieważ stopniowo zwiększało się uzależnienie rządu od zagranicznych pożyczek, przyznawały europejskim mocarstwom coraz większe prawne i ekonomiczne przywileje. Mimo swojej słabości Iran nie stracił jednak całkowicie suwerenności. Stało się tak z dwóch powodów. Po pierwsze jego okupacja nie wydawała się potencjalnym źródłem wielkich korzyści gospodarczych. Po drugie Rosja i Wielka Brytania rywalizowały o wpływy w Iranie, nawzajem uniemożliwiając sobie jego całkowite zdominowanie. Częściowo pod naciskiem europejskim podczas panowania szacha Nasera ad-Dina (1848–1896) Iran zaczął się powoli modernizować. W 1862 roku Brytyjczycy na podstawie wcześniej uzyskanej koncesji rozpoczęli budowę sieci telegraficznej, w roku 1868 stworzono pocztę, a w roku 1889 Brytyjczycy stworzyli Bank Szachinszacha, posiadający monopol na emitowanie pieniądza. Za czasów Nasera ad-Dina otwarto także pierwszy uniwersytet. Największe znaczenie dla przyszłości miało jednak uzyskanie przez Brytyjczyków koncesji na wydobywanie ropy naftowej w roku 1901. Kolejnym posunięciem zwiększającym uzależnienie Iranu od obcych mocarstw było utworzenie w roku 1879 Perskiej Brygady Kozackiej, dowodzonej przez rosyjskich oficerów, która wkrótce stała się jedyną zdyscyplinowaną i nowoczesną formacją perskiej armii. W ten sposób Iran rozpoczynał wiek XX z siecią łączności, bankiem emisyjnym i kompanią naftową przynoszącą państwu większość dochodów w rękach Wielkiej Brytanii, a jedyną skuteczną jednostką wojskową znajdującą się pod wpływem Rosji.

### Iran w XX wieku
W trakcie I wojny światowej Iran był neutralny. Po wybuchu rewolucji październikowej w 1917 roku oraz klęsce Osmanów jedyną potęgą w regionie pozostała Wielka Brytania, która okupowała południe i zachód kraju, a także Meszhed, oraz zależny, probrytyjski rząd Wosugha ad-Doule. W zrujnowanym kraju panowały głód i epidemie, Gilan znajdował się w rękach powstańców dżangalijskich, a na prowincji rządzili chanowie plemienni, szczególnie niebezpieczna sytuacja zaistniała w Chorasanie, gdzie stale wybuchały bunty chłopskie oraz powstania organizowane przez lewicę, w tym oddziały Czerwonych przekraczające granicę z ogarniętą wojną domową Rosją. W roku 1919 Brytyjczycy zawarli z rządem Wosugha ad-Doule traktat, który faktycznie czynił z Iranu ich protektorat. Wywołało to gwałtowne protesty społeczne i traktat nie został ratyfikowany przez Madżles – odrzuciła go także Liga Narodów. W roku 1920 w Azerbejdżanie doszło do powstania republiki pod wodzą Mohammada Chijabaniego (zm. 1920), a coraz bliżej współpracujący z bolszewikami przywódca dżangalije Mirza Kuczek-chan (zm. 1921) ogłosił Gilan Radziecką Republiką Iranu. W sytuacji pogłębiającej się anarchii Brytyjczycy poparli pucz wojskowy, który po opanowaniu stolicy 21 lutego 1921 roku miał wynieść na urząd premiera ich protegowanego, Sejjeda Zija’oddina Tabatabajego (zm. 1969). Tabatabajemu udało się zawrzeć traktat z ZSRR, który uznawał niepodległość Iranu, rezygnował z przywilejów posiadanych niegdyś przez carską Rosję i wycofywał się z poparcia dla Republiki Gilańskiej. Już w maju 1921 roku Tabatabaji został jednak zdymisjonowany przez szacha na żądanie dowodzącego siłami wojskowymi przewrotu 21 lutego Rezy-chana. Od tej pory to on sprawował faktyczną władzę i w 1923 roku formalnie został premierem. Wywodzący się z brygady kozackiej Reza-chan zreformował siły zbrojne i do końca 1922 roku stłumił zarówno powstanie dżangalije, jak i ruchy innych sił odśrodkowych. Reza-chan początkowo dążył do ustanowienia w Iranie republiki, ponieważ jednak idei tej sprzeciwiali się duchowni, ostatecznie w 1925 roku doprowadził do detronizacji Kadżarów, a w grudniu tego samego roku do zatwierdzenia przez Konstytuantę swojego wyboru na szacha.
W 1935 roku Pahlawi poprosił obcą dyplomację o stosowanie nazwy Iran. Po ataku Niemiec na ZSRR, Związek Radziecki od północnego zachodu, a od zachodu i południa wojska brytyjskie dokonały uderzenia na Iran. Skutkiem radziecko-brytyjskiej interwencji było osadzenie na tronie proalianckiego Mohammada Rezy Pahlawiego. ZSRR zagwarantował sobie dostawy sprzętu i broni przez terytorium Iranu. W podpisanym w styczniu 1942 roku traktacie trójstronnym Iran otrzymał gwarancję suwerenności i integralności terytorialnej oraz zapewnienie wycofania wojsk sowieckich i brytyjskich w terminie 6 miesięcy od zakończenia wojny. We wrześniu 1943 Iran wypowiedział wojnę Rzeszy.
Po zakończeniu działań wojennych w 1945 roku Brytyjczycy wycofali się z Iranu. Jednocześnie Sowieci usiłowali zapewnić sobie bazę polityczną w Iranie, współtworząc nową Demokratyczną Partię Azerbejdżanu (niechętną Tude). W grudniu 1945 roku przy poparciu ZSRR i działaczy lewicowych ogłoszono utworzenie separatystycznej Autonomicznej Republiki Azerbejdżanu. 22 stycznia 1946 separatyści ogłosili natomiast powstanie niezależnej Republiki Kurdyjskiej. 26 marca 1946 wojska radzieckie opuściły Iran, a w rezultacie republika oraz autonomia zostały rozbite przez wojsko Iranu.

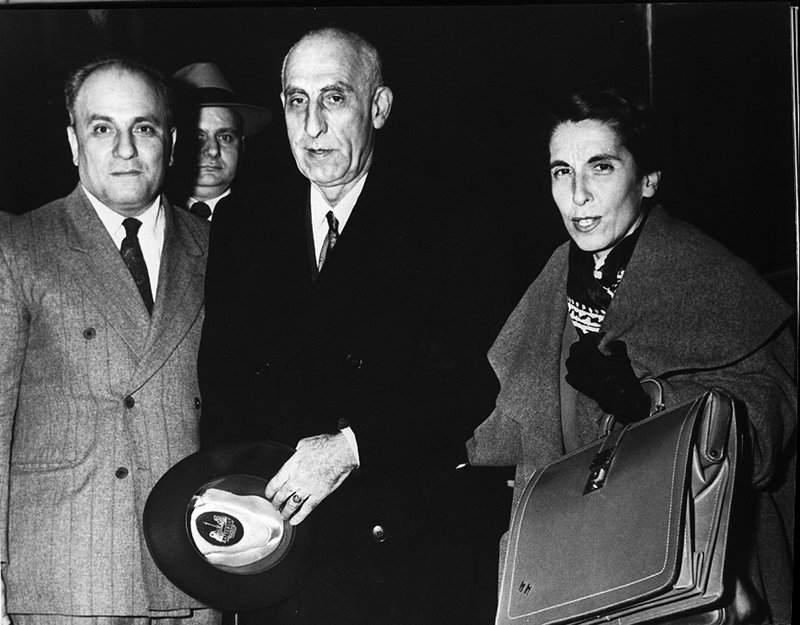
Premier M. Mosadegh z córką i synem

W latach 50. XX wieku powstał reformatorski rząd Mohammada Mosaddegha. W kwietniu 1951 parlament irański znacjonalizował Angielsko-Irańską Kompanię Naftową. Narastał konflikt między wspieranym przez Waszyngton i Londyn szachem a premierem Mosaddeghem, który m.in. zablokował przyznanie koncesji naftowej ZSRR. Korzystając z pomocy alimów i kół socjalistycznych Mosadddegh blokował również zachodnie wpływy w Iranie. 22 sierpnia 1953 CIA przeprowadza zamach stanu wymierzony w premiera, nowym mianowano szwagra szacha, generała Fazlollaha Zahediego, a władca został faktycznym dyktatorem Iranu. Nowy rząd został w praktyce wybrany przez CIA i MI6.
Pahlawi utrzymywał dobre stosunki z większością państw zachodnich i często był przedstawiany jako wzór „nowoczesnego przywódcy” na Bliskim Wschodzie, co zapewniło Iranowi liczne pożyczki ze strony Stanów Zjednoczonych. Przeprowadził ograniczoną reformę rolną i nadał kobietom prawa wyborcze. Liberalizacji życia społecznego towarzyszyły brutalne prześladowania opozycji. W 1957 utworzona została tajna policja szacha – SAWAK. Kierując nią, szach bezwzględnie zwalczał organizacje opozycyjne. Na początku lat 60. premierem został Ali Amini, według części źródeł pod wpływem prezydenta USA Kennedy’ego. Amini przyśpieszył proces liberalizacji życia społecznego rozpoczęty przez Pahlawiego. Liberalne propozycje Aminiego zostały gwałtownie oprotestowane przez duchowieństwo szyickie. Reakcją na protesty były aresztowania. W czerwcu 1963 roku, po tym gdy doszło do zatrzymania jednego z opozycyjnych duchownych, Ruhollaha Chomejniego, w kraju wybuchły zamieszki siłą stłumione przez rząd. Szach ustąpił protestującym ortodoksom i zdymisjonował Alama ze stanowiska. Następcą postępowego Alama na stanowisku premiera został Hasan Ali Mansur, który wycofał się ze świeckich reform i, aby przypodobać się radykałom, zwolnił z więzienia Ruhollaha Chomejniego. Gdy ten kontynuował działalność opozycyjną, rząd zmusił go do wyjazdu z kraju. Z inicjatywy Pahlawiego nowy premier zreformował fasadowy system partyjny. Również ten premier okazał się skrajnie niepopularny i wkrótce zginął w zamachu.
Z upływem lat rządy szacha coraz częściej były krytykowane za korupcję i brutalne praktyki SAWAK. Przysporzyło mu to wielu przeciwników, zarówno w fundamentalistycznych środowiskach islamskich, jak i w świeckich. W latach 60. i 70. nasiliła się działalność zbrojnej opozycji islamskiej i lewicowej. Licznie powstawały antyrządowe organizacje zbrojne, z których jedną z najsilniejszych była grupa Ludowych Mudżahedinów. Po serii zamieszek w 1978 roku król, obawiając się utraty władzy, wykonał wyraźne gesty pod adresem opozycji islamskiej, zamykając bary i kasyna, uwolnił również więźniów politycznych i doprowadził do aresztowania najbardziej skompromitowanych urzędników. Działania te nie wystarczyły, by doprowadzić do zakończenia antyrządowych protestów. Po kolejnych manifestacjach i ich stłumieniu przez policję (czarny piątek w Teheranie 8 września 1978) chaos w państwie coraz bardziej się potęgował, aż końcu doprowadził do wybuchu irańskiej rewolucji islamskiej i obalenia szacha w 1979 roku.

#### Rewolucja islamska

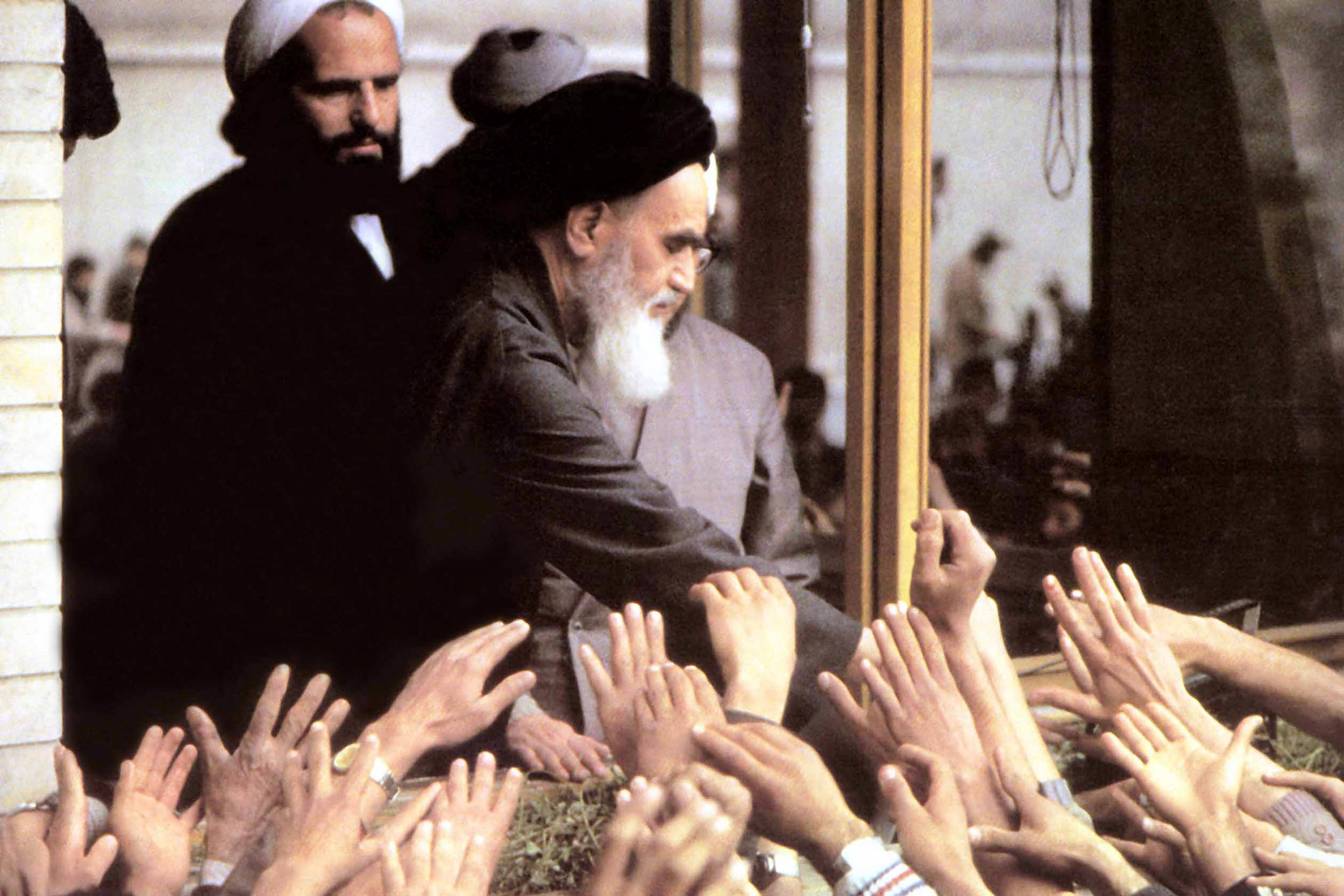
Ruhollah Chomejni

W styczniu 1979 roku szach pod naciskiem opozycji opuścił Iran. Lider opozycji islamskiej Ruhollah Chomejni przebywający na emigracji we Francji utworzył Irańską Radę Rewolucyjną, a po powrocie do kraju Tymczasowy Rząd Rewolucyjny. Nowy rząd przeprowadził nacjonalizację mienia należącego do rodziny cesarskiej a z przyczyn ideologicznych zerwał stosunki dyplomatyczne z Izraelem i Republiką Południowej Afryki. W kwietniu tego samego roku proklamowano utworzenie Islamskiej Republiki Iranu. 4 listopada 1979 studenci zajęli amerykańską ambasadę w Teheranie, wzięli 66 zakładników (z czego 13 od razu zwolniono). Spowodowało to izolację państwa na arenie międzynarodowej. 2–3 grudnia 1979 przyjęto konstytucję. Konstytucja powstała przy współudziale 45 organizacji międzynarodowych. Iran stał się republiką opartą na zasadach islamu i prawie szariatu. Wyłoniono nowy parlament oraz (po raz pierwszy w historii Iranu) prezydenta. W tym samym roku rozwiązano Irańską Radę Rewolucyjną i powołano Radę Strażników Rewolucji Islamskiej. Po sukcesie rewolucji nasiliły się tendencje separatystyczne w Kurdystanie, Azerbejdżanie Irańskim oraz Beludżystanie. Wkrótce także doszło do sporów w łonie samych rewolucjonistów. Do 1982 roku trwały ciężkie walki partyzanckie z Ludowymi Mudżahedinami którzy dążyli do zbrojnego obalenia sprawujących władzę islamistów.
Iran chcąc rozszerzyć rewolucję islamską na sąsiedni Irak rozpoczął proces podburzania tamtejszych szyitów przeciwko rządowi partii Baas. W 1980 roku iracki przywódca Saddam Husajn przypuścił atak zbrojny na Iran. Podejmując tę decyzję, zamierzał na trwałe rozwiązać na korzyść Iraku długotrwały spór graniczny oraz zawładnąć bogatymi złożami ropy w rejonie Szatt al-Arab, przyłączyć do Iraku Chuzestan, czyniąc tym samym swój kraj nie tylko potęgą regionalną, ale i państwem przewodzącym całemu światu arabskiemu. Zamierzał również położyć kres rewolucji islamskiej i ingerencji Iranu w sprawy wewnętrzne Iraku. Saddam Husajn spodziewał się błyskawicznego zwycięstwa, jednak zamiast tego wojna przeciągnęła się do 1988 i zakończyła brakiem rozstrzygnięcia. W 1990 roku po inwazji Iraku na Kuwejt, podpisano z Irakiem układ pokojowy (przywracający w zasadzie stan sprzed wojny).

## Iran współczesny
Po śmierci ajatollaha Chomejniego w 1989 roku rzeczywistym przywódcą kraju został Ali Chamenei. Po rozpadzie ZSRR Iran starał się przywrócić dawną pozycję mocarstwa regionalnego, stać się rozjemcą w potencjalnych konfliktach między nowo powstałymi państwami, prowadzić politykę poszanowania granic i regionalnej współpracy. Iran przyczynił się w tym czasie do ożywienia działalności Organizacji Współpracy Gospodarczej, łączącej azjatyckie muzułmańskie państwa niearabskie. W polityce wobec państw powstałych po rozpadzie ZSRR nie kierowano się względami religijnymi, lecz pragmatycznymi. Iran utrzymywał dobre relacje z chrześcijańską Armenią przeciwko szyickiemu Azerbejdżanowi, wobec faktu, że to państwo zbliżyło się do Stanów Zjednoczonych i Turcji. Iran brał udział w próbach rozwiązania konfliktów i ustabilizowaniu sytuacji w Górskim Karabachu i w Tadżykistanie.
W latach 90., wskutek rozczarowania republiką islamską, zaczęła rosnąć w siłę opozycja, która nie kwestionowała fundamentów ustrojowych, a jedynie opowiadała się za przesunięciem akcentu na demokratyczne mechanizmy obecne w ustroju oraz ograniczeniem represyjnych obyczajów.
Po zamachu terrorystycznym na World Trade Center prezydent Chatami udzielił poparcia USA w wojnie z afgańskimi Talibami. Dyplomacja irańska odegrała pozytywną rolę podczas konferencji w Bonn. Mimo to kilka dni później prezydent USA George W. Bush umieścił Iran na „osi zła” obok Iraku i KRL-D.
Wybory prezydenckie w 2005 roku rozegrały się między umiarkowanym ajatollahem Alim Akbarem Haszemim Rafsandżanim a narodowokonserwatywnym burmistrzem Teheranu Mahmudem Ahmadineżadem. Przeprowadzone w czerwcu 2005 wybory prezydenckie pokazały, że wpływy fundamentalistów religijnych w społeczeństwie nadal są duże, a liberalne środowiska mogą cieszyć się popularnością jedynie w wąskich kręgach niektórych miast. Dla większości społeczeństwa ważniejsze od spraw roli religii w życiu publicznym czy swobód obywatelskich okazało się rozwiązanie problemów socjalno-bytowych, co obiecywali fundamentaliści.
Głównymi wyzwaniami, przed jakimi staje Iran, jest rozwiązanie problemów gospodarczych, walka z bezrobociem, zaś w polityce zagranicznej rozwiązanie problemu energii atomowej, nad którą prowadzone przez Iran badania budzą najwięcej kontrowersji. Według rządów niektórych państw, w szczególności USA i Izraela, Iran zmierza do budowy broni nuklearnej. Międzynarodowa Agencja Energii Atomowej od kilku już lat nie może wyegzekwować od Iranu kompletu wymaganych dokumentów ani dostępu do wszystkich ośrodków badawczych, jednakże monitorując główny ośrodek wzbogacania uranu nie stwierdziła nieprawidłowości. Według szacunków Iran posiada już wystarczającą ilość materiałów rozszczepialnych, by stworzyć jeden ładunek atomowy. Władze Iranu zaprzeczają tym doniesieniom i twierdzą, że chodzi o pokojowe wykorzystanie energii jądrowej, jednakże niedopełnienie obowiązków wynikających z układu o nierozprzestrzenianiu broni jądrowej sprowadziło na Iran embargo nałożone przez Radę Bezpieczeństwa ONZ.

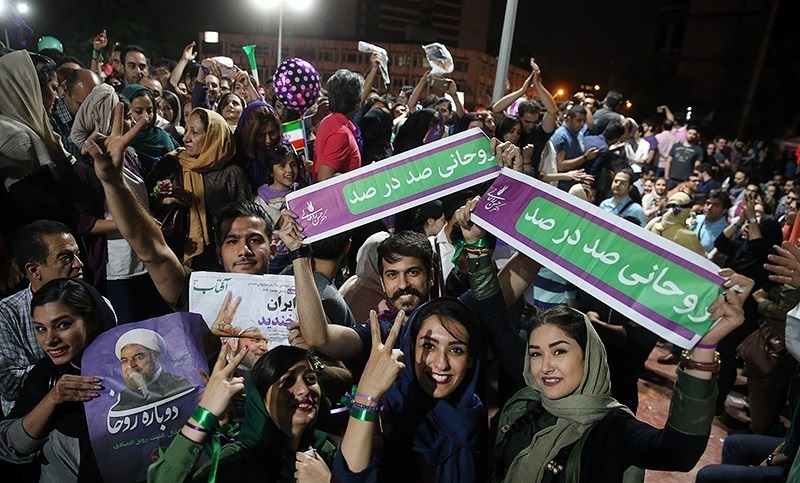
Wybory prezydenckie w Iranie w 2017 roku

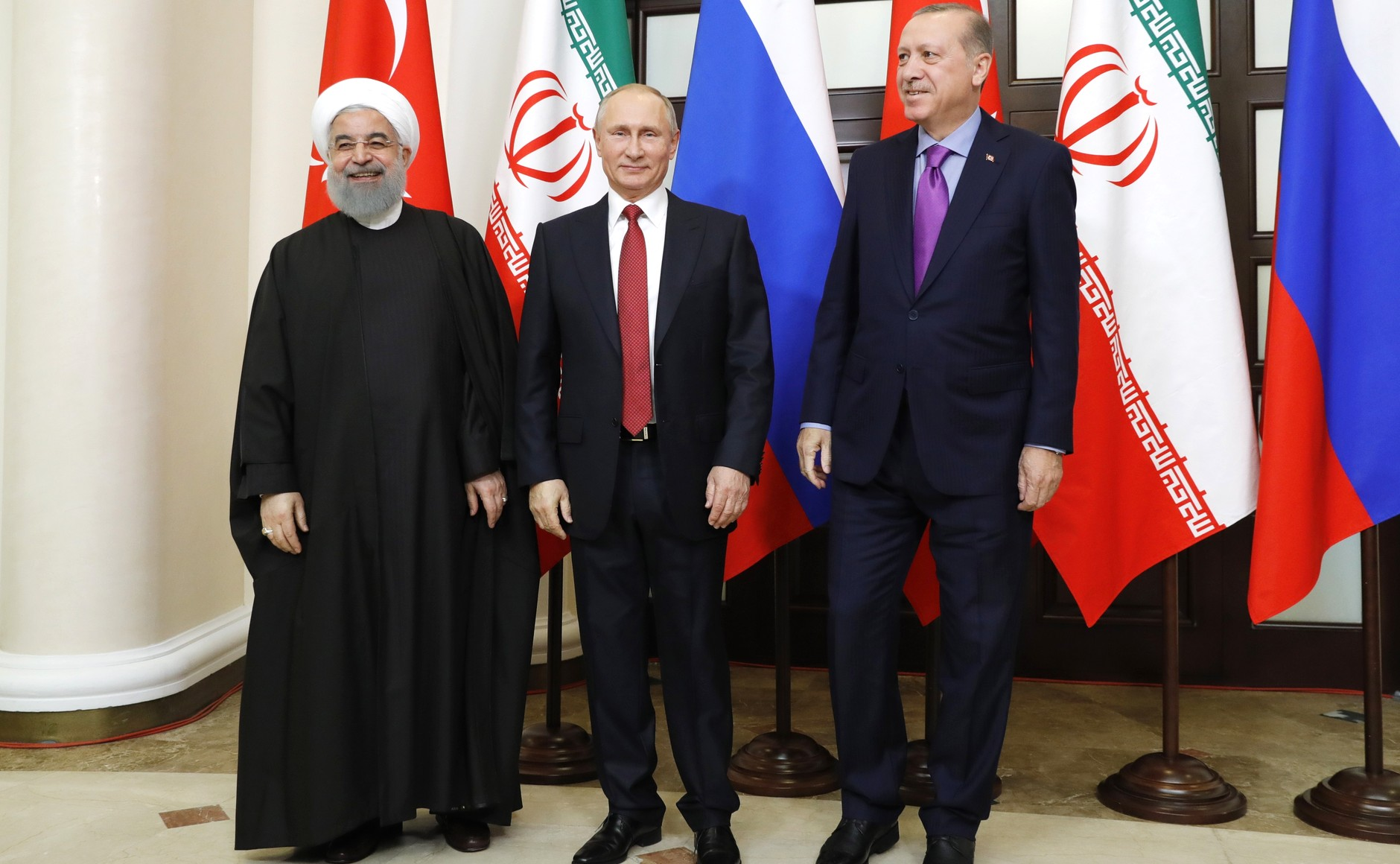
Prezydent Hasan Rouhani, Władimir Putin i Recep Tayyip Erdoğan (2017)

W 2009 roku na ulice Teheranu wyszli demonstranci protestujący przeciwko sfałszowaniu wyborów na rzecz skrajnie konserwatywnego Mahmuda Ahmadineżada. Były to największe protesty przeciwko władzy, jednak zakończone zostały ich rozbiciem.
Rząd Iranu w ostatnich latach udzielił wsparcia rebelii szyickiej w Jemenie. Na terytorium Jemenu działali oficerowie wywiadu, sił Ghods (Jerozolimskich), części składowej Korpusu Strażników Rewolucji Islamskiej. W marcu 2012 amerykański wywiad potwierdził, że bojówki były dozbrajane oraz sponsorowane przez siły Ghods. Siły specjalne za pomocą przemytników szmuglowały karabiny AK-47, granatniki przeciwpancerne i inne rodzaje broni dla szyickich rebeliantów. Kilka transportów zostało przechwyconych przez jemeńskie służby. Proceder wspierania szyitów w Jemenie miał umocnić strefę wpływu Iranu na Półwyspie Arabskim. Jednakże Iran za każdym razem zaprzeczał wszelkim oskarżeniom.
W wojnie domowej w Syrii, Iran poparł stronę rządu. Opozycja twierdziła, że syryjskiej armii pomagała elitarna brygada pancerna Korpusu Strażników Rewolucji Islamskiej. Dezerterzy z armii twierdzili, że z wojskiem rządowym współpracowały tysiące irańskich żołnierzy. Irańskie brygady stacjonowały w Syrii od 2007. Ponadto w czasie powstania w ręce rebeliantów wpadło kilku irańskich oficerów. W 2013 w Syrii walczyło 50 tys. żołnierzy i doradców z Korpusu Strażników Rewolucji Islamskiej. Oficjalnie szkolili syryjskie siły zbrojne, jednak to Irańczycy stanowili filar sił rządowych, zmagających się z rebeliantami. Siły al-Asada utrzymywały swoje pozycje dzięki irańskim snajperom. W samolotach Syryjskich Arabskich Sił Powietrznych (SASP) coraz częściej zasiadali irańscy piloci, którzy skuteczniej bombardowali cele. W takiej sytuacji można mówić o jawnej irańskiej interwencji zewnętrznej w Syrii. Od jej początku do kwietnia 2013 poległo tysiąc Irańczyków.
W 2013 roku w I turze wyborów prezydentem wybrany został Hasan Rouhani, uzyskując 50,71% głosów.
14 lipca 2015 Iran zawarł międzynarodowe porozumienie z sześcioma mocarstwami: USA, Rosją, Wielką Brytanią, Francją, Chinami oraz Niemcami dotyczące jego programu nuklearnego. Dzięki temu Iran uzyskał zniesienie większości sankcji, co miało stać się początkiem poprawy sytuacji gospodarczej. W efekcie w trakcie pierwszej kadencji prezydent Hasan Rouhani zdołał zdusić hiperinflację i zmniejszyć bezrobocie, jednak poprawa sytuacji gospodarczej nie przełożyła się na poprawę poziomu życia przeciętnych Irańczyków, w szczególności młodych, co w 2018 roku zmusiło rząd do przyjęcia budżetu oszczędnościowego, przewidującego podwyżki cen. Na przełomie 2017 i 2018 roku doszło do wybuchu protestów, których powodem była 40-procentowa podwyżka cen.
3 stycznia 2020 irański generał Ghasem Solejmani zginął w zamachu w Bagdadzie. Atak ten doprowadził do eskalacji konfliktu między Stanami Zjednoczonymi a Iranem.
13 września 2022 została aresztowana i pobita Mahsa Amini, za strój niezgodny z normami narzuconymi przez irańską władzę, w wyniku czego zmarła trzy dni później w szpitalu. Wywołało to na szeroką skalę protesty w Iranie, przy czym z rąk władz zginęło wiele osób zaangażowanych w demonstracje antyrządowe.
19 maja 2024 roku w katastrofie lotniczej prezydenckiego śmigłowca zginęli m.in. prezydent Ebrahim Raisi, a także szef dyplomacji Hosejn Amir Abdollahijan.

## Gospodarka

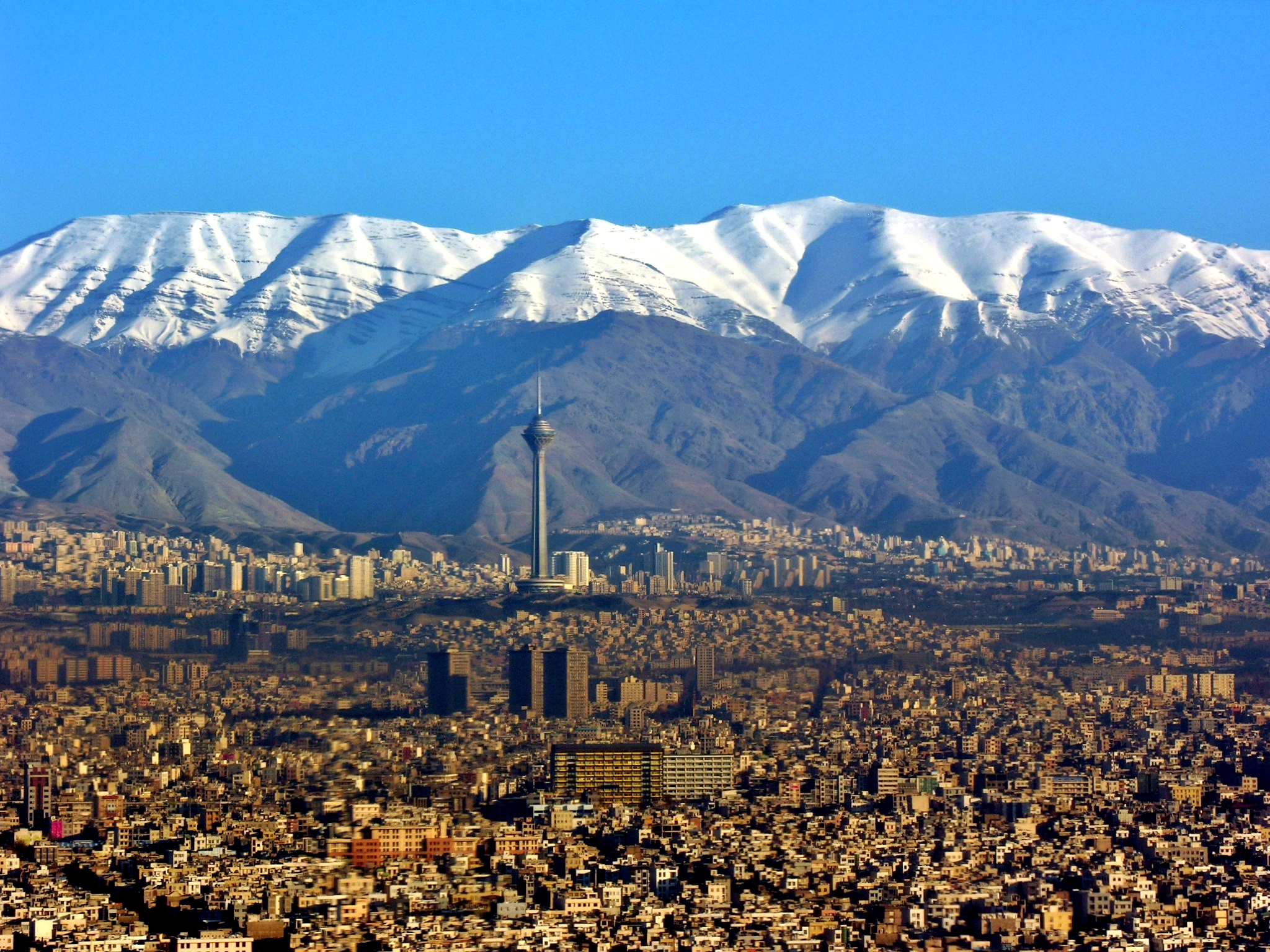
Teheran

Irańska gospodarka jest jedną z najdynamiczniej rozwijających się na Bliskim Wschodzie. Iran jest również jednym z niewielu krajów muzułmańskich, który rozwija także inne sektory gospodarki, niezwiązane z ropą naftową. Jednak wyż demograficzny – ogromna liczba młodych ludzi sprawia, że wykorzystanie relatywnie dobrego stanu gospodarki jest utrudnione. W ten sposób mimo 7% wzrostu PKB bezrobocie przekracza 15%, wysoka jest również inflacja – ok. 12–18%, co i tak jest ogromnym postępem w porównaniu z sytuacją sprzed 10 lat. Raport UNICEF (zob. link) wskazuje, że w Iranie wciąż są ogromne rozwarstwienia w dochodach ludności – chociaż średni dochód na mieszkańca wynosi ok. 8000 $ rocznie, wielu Irańczyków żyje na granicy minimum socjalnego, a wielu w nędzy. Jednak ten sam raport zauważa, że sytuacja się poprawia, a rząd stara się realizować wytyczne organizacji międzynarodowych. Zdecydowanie poprawia się dostęp do opieki medycznej oraz edukacji.
Największe znaczenie dla gospodarki ma Irańska Giełda Naftowa, jako że Iran jest eksporterem przede wszystkim ropy naftowej i gazu ziemnego. Jak wskazuje Marcin Rzepka, należące do Iranu złoża gazu ziemnego ustępują pod względem objętości jedynie zasobom Rosji, co stwarza możliwość dywersyfikacji dostaw. Ważnymi gałęziami gospodarki są też rolnictwo i eksport orzeszków pistacjowych (1. miejsce na świecie w 2005) oraz daktyli (3. miejsce na świecie w 2005). Uznanym na świecie towarem pochodzącym z Iranu są ręcznie tkane dywany perskie. Przedmiotem eksportu są również produkty przemysłu chemicznego i tworzywa sztuczne.
Import obejmuje maszyny, elektronikę, sprzęt AGD. W ostatnim czasie rozwija się budząca kontrowersje na Zachodzie energetyka jądrowa. Hamującym gospodarkę czynnikiem jest embargo, szczególnie na produkty przemysłu lotniczego, które bardzo negatywnie wpływa na wielkość i bezpieczeństwo transportu powietrznego.

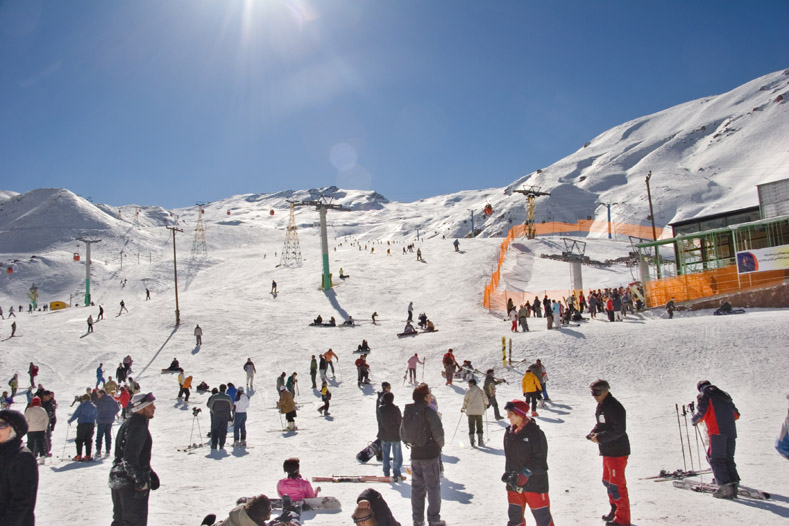
Ośrodek narciarski w Iranie

W wielkim przemyśle dominuje sektor państwowy, natomiast w sektorze małych i średnich przedsiębiorstw własność prywatna i spółdzielcza. Bardzo ważną rolę gospodarczą odgrywa bazar, czyli mali i średni kupcy, stanowiący wpływowe lobby polityczne.

### Turystyka
W 2015 roku Iran odwiedziło 5,237 mln turystów (5,4% więcej niż w roku poprzednim). Według Światowej Organizacji Turystyki Narodów Zjednoczonych (UNWTO – United Nations World Tourism Organisation), w 2018 roku Iran odwiedziło 7 milionów 295 tysięcy turystów i był to wzrost w stosunku do 2017 roku o 49%. Wspomniana liczba turystów wynosi ponad 2% wszystkich osób, które odwiedzają Azję. Zostawiają oni w Iranie w sumie 4,4 miliarda dolarów

## Siły zbrojne

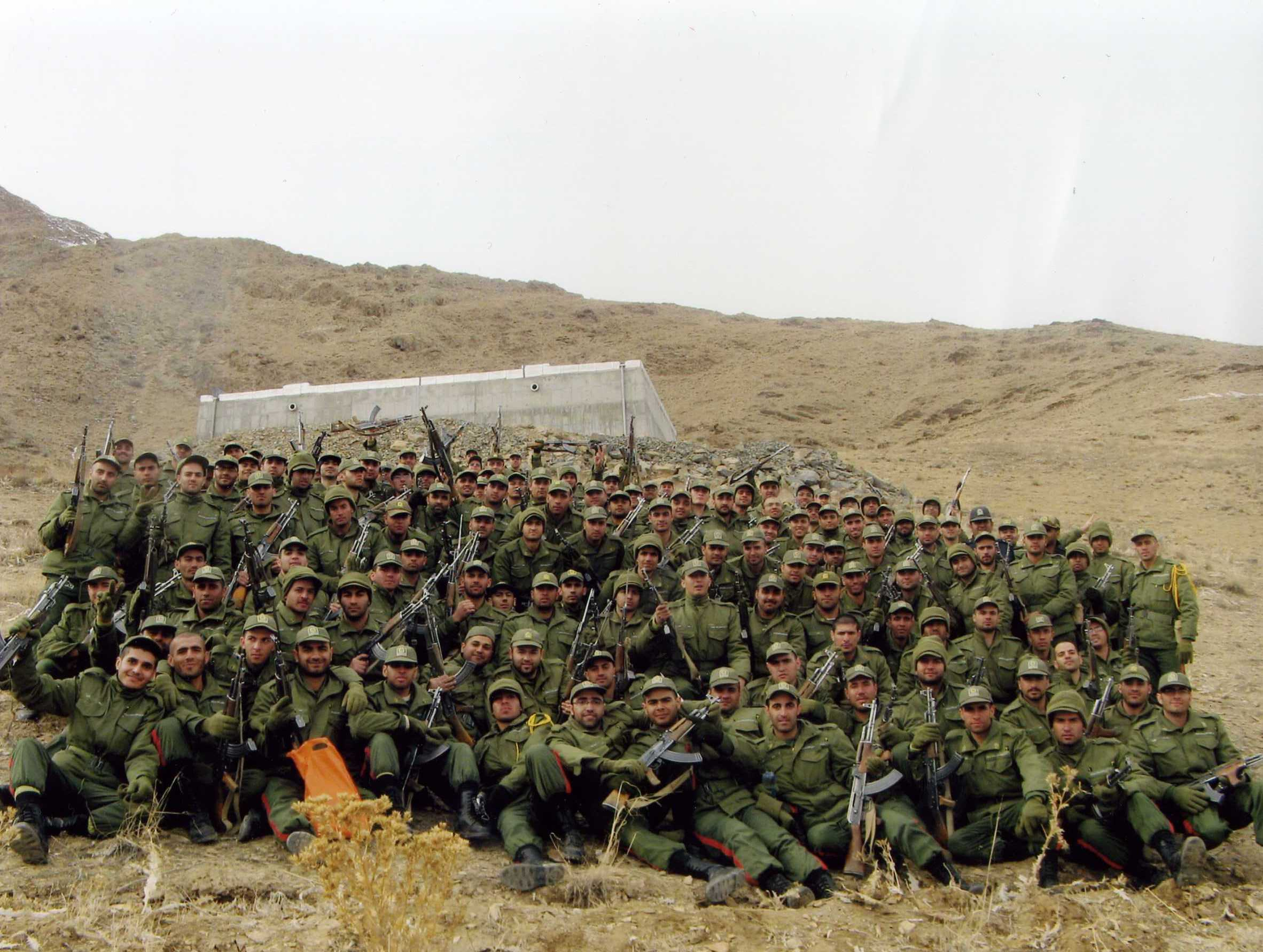
Grupa młodych żołnierzy odbywająca szkolenie w koszarach Malik al-Ashtar w służbach porządkowych.

Iran dysponuje trzema rodzajami sił zbrojnych: siłami lądowymi, marynarką wojenną oraz siłami powietrznymi. Wojska irańskie liczą 525 tys. żołnierzy zawodowych oraz  350 tys. rezerwistów. Według rankingu Global Firepower (2021) irańskie siły zbrojne stanowią 14.  siłę militarną na świecie (bez ewentualnego potencjału nuklearnego), z rocznym budżetem na cele obronne w wysokości 14,1 mld dolarów (USD).
W 2021 r. wojska lądowe posiadały 3709 czołgów, 8500 opancerzonych pojazdów bojowych, 770 artylerii samobieżnej, 2108 artylerii holowanej oraz 2475 wyrzutni rakietowych. Siły powietrzne mają 161 myśliwców, 23 samoloty szturmowe, 85 transporterów, 96 samolotów treningowych, 99 śmigłowców, 12 śmigłowców szturmowych. Marynarka posiada 6 fregat, 3 korwety, 29 okrętów podwodnych i 20 statków patrolowych.

## Religia
Oficjalną religią Iranu jest islam szyicki. Iran jest republiką teokratyczną.
Struktura religijna kraju w 2019 roku według World Christian Database:
- muzułmanie – 98,5% (81 617 000)
- chrześcijanie:
  - zielonoświątkowcy – 0,35% (292 000)
  - prawosławni – 0,23% (188 000)
  - ewangelikalni – 0,1% (83 800)
  - katolicy – 0,01% (9100)
  - pozostali – 0,03% (25 000)
- agnostycy i ateiści – 0,29% (237 600)
- bahaiści – 0,27% (224 000)
- inne religie – 0,11% (89 000)
- hinduiści – 0,045% (37 100)
- żydzi – 0,02% (17 000)
- buddyści – (480)

## Obyczaje

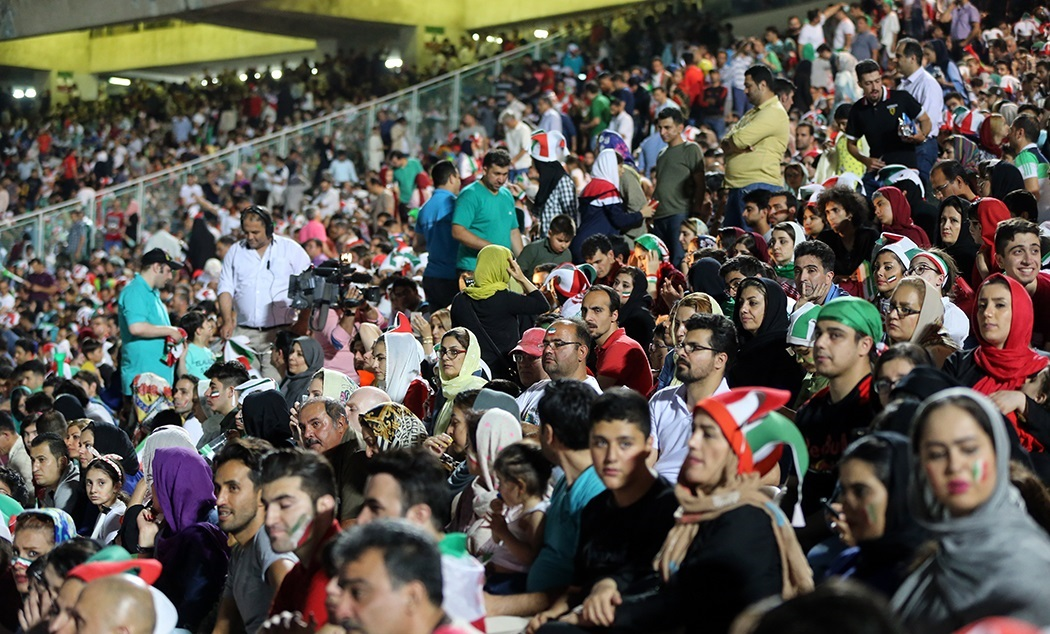
Irańskie kobiety noszące hidżab

W Iranie istnieją policja religijna i sądy religijne, które sprawują całkowitą kontrolę nad wszystkimi dziedzinami życia. Odejście od islamu jest karane śmiercią; kara śmierci grozi również m.in. za cudzołóstwo i kontakty homoseksualne.
Noszenie hidżabu przez kobiety od dziewiątego roku życia jest wymuszone prawem. Często wystarczająca jest tu jednak chusta na głowie. Oficjalnie zabronione są picie alkoholu, noszenie niemuzułmańskiego stroju i kontakty między niespokrewnionymi osobami płci przeciwnej. Kobiety w Iranie nie są zobowiązane do noszenia burki lub nikabu, za to obowiązującym strojem w miejscach kultu jest czador.
Segregacja płciowa obowiązuje m.in. w szkolnictwie, służbie zdrowia, środkach komunikacji publicznej, na plażach, w kinach, salonach fryzjerskich, lokalach gastronomicznych i obiektach sportowych.